# (24680) Alleven
(24680) Alleven (1989 YE4) – planetoida z pasa głównego asteroid okrążająca Słońce w ciągu 3,45 lat w średniej odległości 2,28 j.a. Odkryta 30 grudnia 1989 roku.